# Spilosynema
Spilosynema es un género de arañas cangrejo de la familia Thomisidae. Fue descrito por Tang y Li en 2010.
Aparece registrado en una sección de la publicación Crab spiders from Xishuangbanna, Yunnan Province, China (Araneae, Thomisidae).

## Especies
- Spilosynema ansatum Tang & Li, 2010
- Spilosynema comminum Tang & Li, 2010
- Spilosynema mancum Tang & Li, 2010
- Spilosynema ravum Tang & Li, 2010